# آرثر روسو
آرثر روسو هو شخصية أعمال وسياسي كندي، ولد في 4 فبراير 1900 في نيكوليت في كندا، وتوفي في 30 أكتوبر 1994. انتخب عمدة.